# Angèle et Tony
 Angèle et Tony és una pel·lícula francesa dirigida per Alix Delaporte, estrenada el 2011.

## Argument
Els amors d'Angèle i de Tony. Angèle, bonica jove a la deriva i sense diners, desembarca a Port-en-Bessin-Huppain, a Normandia, en un municipi colpit per la crisi econòmica. Tony, un pescador, el pare del qual s'ha perdut a la mar, l'alberga i la col·loca al mercat del peix.

## Repartiment
- Clotilde Hesme: Angèle, una jove, sense diners i a la deriva, que desembarca a Port-en-Bressin
- Grégory Gadebois: Tony, un mariner i pescador normand, que s'enamora d'ella
- Évelyne Didi: Myriam, la mare de Tony i de Ryan, una peixatera
- Jérôme Huguet: Ryan, el germà de Tony, un mariner i pescador que no es recupera de la mort a la mar del seu pare
- Antoine Couleau: Yohan, el fill d'Angèle, que no ha vist la seva mare durant dos anys i mig
- Patrick Descamps: l'avi de Yohan
- Patrick Ligardes: el conseller d'inserció
- Lola Dueñas: Anabel, una amiga d'Angèle, d'origen espanyol
- Elsa Bouchain: la jutja
- Corine Marienneau: l'àvia de Yohan, hostil a Angèle
- Marc Bodnar: el marit d'Anabel
- Antoine Laurent: el vigilant
- Farid Larbi: el comissari
- Tracy: el jove asiàtic que fa un passeig amb Angèle
- Rama Grinberg: l'amiga de Ryan
- Barbara Chavy: l'escribana

## Al voltant de la pel·lícula
- El petit paper de l'àvia hostil a Angèle és interpretat per Corine Marienneau, l'excantant del grup Téléphone.

## Crítica
- Un personatge malcarat i dur com els dels films dels Dardenne, i al que Clotilde Hesme, en el seu bell emmurriament, dona tanta calidesa com credibilitat[1]
- En surt un bonic melodrama. El guió és una mica fluix, no prou acabat, però hi ha moments de gràcia en aquesta primera pel·lícula.[2]

## Premis
- Premi Michel-d'Ornano 2010, en el Festival del Cinema Americà de Deauville.
- Nominat al César a la millor primera pel·lícula 2012